# Gran Premi de Bèlgica del 1954
Resultats del Gran Premi de Bèlgica de Fórmula 1 disputat la temporada 1954 al circuit de Spa Francorchamps el 20 de juny del 1954.

## Resultats
| Pos   | No | Pilot                 | Equip    | Voltes | Temps/ Retirada | Pos. de sortida | Punts |
| ----- | -- | --------------------- | -------- | ------ | --------------- | --------------- | ----- |
| 1     | 26 | Juan Manuel Fangio    | Maserati | 36     | 2h 44' 42. 4    | 1               | 9     |
| 2     | 8  | Maurice Trintignant   | Ferrari  | 36     | + 24.2 s        | 6               | 6     |
| 3     | 22 | Stirling Moss         | Maserati | 35     | + 1 Volta       | 9               | 4     |
| 4     | 10 | Mike Hawthorn         | Ferrari  | 35     | + 1 Volta       | 5               | 1.5   |
| Comp. | 10 | José Froilán González | Ferrari  | 35     | + 1 Volta       | 5               | 1.5   |
| 5     | 18 | André Pilette         | Gordini  | 35     | + 1 Volta       | 8               | 2     |
| 6     | 20 | Prince Bira           | Maserati | 35     | + 1 Volta       | 13              |       |
| 7     | 30 | Sergio Mantovani      | Maserati | 34     | + 2 Voltes      | 11              |       |
| Ret   | 4  | Nino Farina           | Ferrari  | 14     | Encesa          | 3               |       |
| Ret   | 16 | Paul Frere            | Gordini  | 14     | Motor           | 10              |       |
| Ret   | 12 | Jean Behra            | Gordini  | 12     | Suspensions     | 7               |       |
| Ret   | 28 | Onofre Marimon        | Maserati | 3      | Motor           | 4               |       |
| Ret   | 6  | José Froilán González | Ferrari  | 1      | Motor           | 2               |       |
| Ret   | 2  | Jacques Swaters       | Ferrari  | 1      | Motor           | 14              |       |
| Ret   | 24 | Roberto Mieres        | Maserati | 0      | Foc             | 12              |       |

## Altres
- Pole: Juan Manuel Fangio 4' 22. 1

- Volta ràpida: Juan Manuel Fangio 4' 25. 5 (a la volta 13)

- Cotxe compartit: Nº#10: Hawthorn (20 Voltes) i González (15 Voltes)